# Птушкін Антон Юрійович
Антон Юрійович Птушкін (22 травня 1984 , Ворошиловград ) — український телеведучий, youtube-блогер, мандрівник. Широкому загалу став відомий, як ведучий розважальної телепрограми «Орел і решка» (2017—2018). Заслужений журналіст України (2020).

## Життєпис
Народився 22 травня 1984 року в м. Ворошиловград, нині Луганськ. Закінчив Східноукраїнський національний університет імені Даля за спеціальністю «соціологія». Після закінчення працював ді-джеєм та артдиректором у нічному клубі. Через кілька років став менеджером в Єврейському агентстві.
2012 року переїхав до Києва, де почав працювати на радіо. Заснував радіостанцію Lounge FM, де також працював програмним директором. Також є співзасновником «Радіо П'ятниця».
2017 року став ведучим нового сезону шоу «Орел і решка» разом з Анастасією Івлєєвою. Пара провела разом 65 випусків і неповних три сезони «Перезавантаження». У липні 2018 року Антон Птушкін залишив шоу. Після цього почав знімати відеоролики про подорожі для YouTube. За словами самого Антона, усі ролики він знімає самостійно без допомоги операторів, монтажерів та сценаристів. Станом на лютий 2021 року на канал Птушкіна в Youtube підписано понад 5,63 млн користувачів.
Наприкінці 2021 року разом з ресторатором Михайло Кацуріниним розпочали спільне фуд-тревел-шоу на YouTube каналі останнього, з метою показати світ, людей та культуру через їжу. Почати вирішили із випуском про ліванську кухню.

## Громадянська позиція
У своєму відео на каналі YouTube засуджує війну, яку почала Російська Федерація проти України, оскільки сам Антон родом з Луганська та вже останні 8 років вимушений проживати у Києві. У своєму відео закликає росіян не мовчати та для порівняння читати інформацію зі світових ЗМІ, яка кардинально відрізняється від російської пропаганди. Також внаслідок війни на Донбасі Антон був вимушений вивезти з зони бойових дій свою матір.
20 квітня 2022 року Птушкіну заборонили в'їзд до Росії до 2072 року.

## Нагороди
- 7 грудня 2019 року на Церемонії вручення призів в області вебіндустрії[ru] в номінації «Онлайн тревел-шоу року» переміг Антон Птушкін. Іншими номінантами були Ілля Варламов, Михайло Ширвіндт, шоу «ПРОехали» від YouTube-каналу Life, Леонід Пашковський та його шоу «Хочу Домой». Під час проведення церемонії Антон перебував на острові Балі, тому не зміг взяти участь. Нагороду Антона отримала Марія Міногарова[ru], яка пізніше передала її Антону, а Антон, у свою чергу, в заздалегідь записаному відео подякував тим, хто проголосував за нього та ресурсу The Digital Reporter за номінацію.
- Президент України Володимир Зеленський з нагоди Дня Незалежності України присвоїв Антону Птушкіну звання «Заслужений журналіст України» (21 серпня 2020) — за значний особистий внесок у державне будівництво, соціально-економічний, науково-технічний, культурно-освітній розвиток України, вагомі трудові здобутки та високий професіоналізм[12].

## Фільмографія
| Рік  | Назва                         | Жанр                 | Посада  |
| ---- | ----------------------------- | -------------------- | ------- |
| 2024 | «Ми, наші улюбленці та війна» | документальний фільм | режисер |
| 2025 | «Антарктида»                  | документальний фільм | режисер |